# Улица Локомотивес (Рига)
Улица Локомотивес (латыш. Lokomotīves iela) (рус. Локомотивная улица) — улица в Риге, в районах Кенгарагс и Румбула. Начинается на пересечении улиц Саласпилс и Рушону и заканчивается тупиком на улице Крустпилс (дорожное сообщение отсутствует). Общая длина улицы составляет 5307 метров.
Вдоль улицы проходит железнодорожная линия Рига — Даугавпилс, и расположены станции Даугмале и Шкиротава.
Длина улицы составляет 5307 метров
Вдоль улицы проходит маршрут автобуса номер 18, и троллейбуса номер 15.

## История
Улица была создана в 1959 году. Название не изменилось с течением времени.

## Галерея

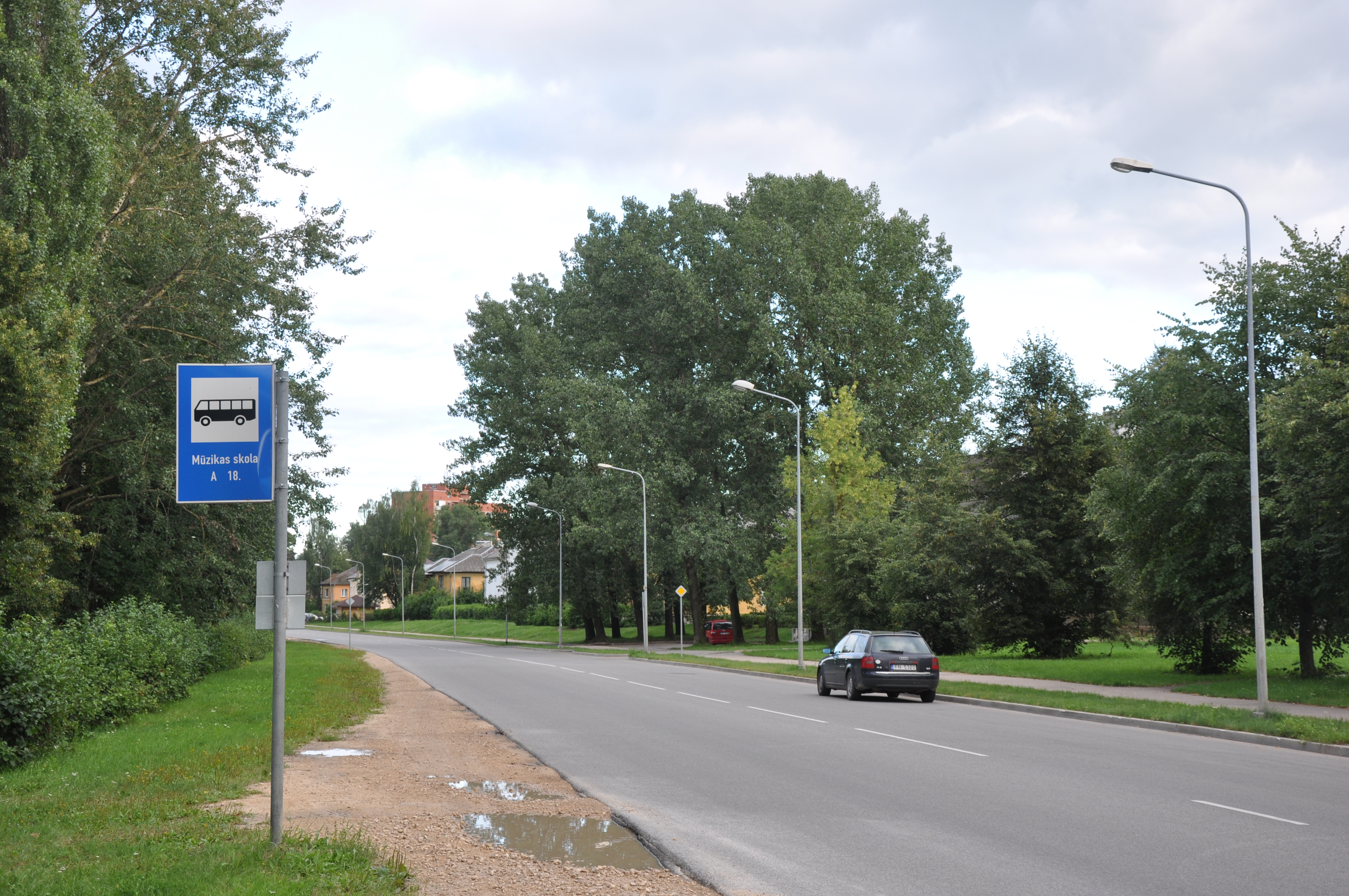
Остановка 18. автобуса
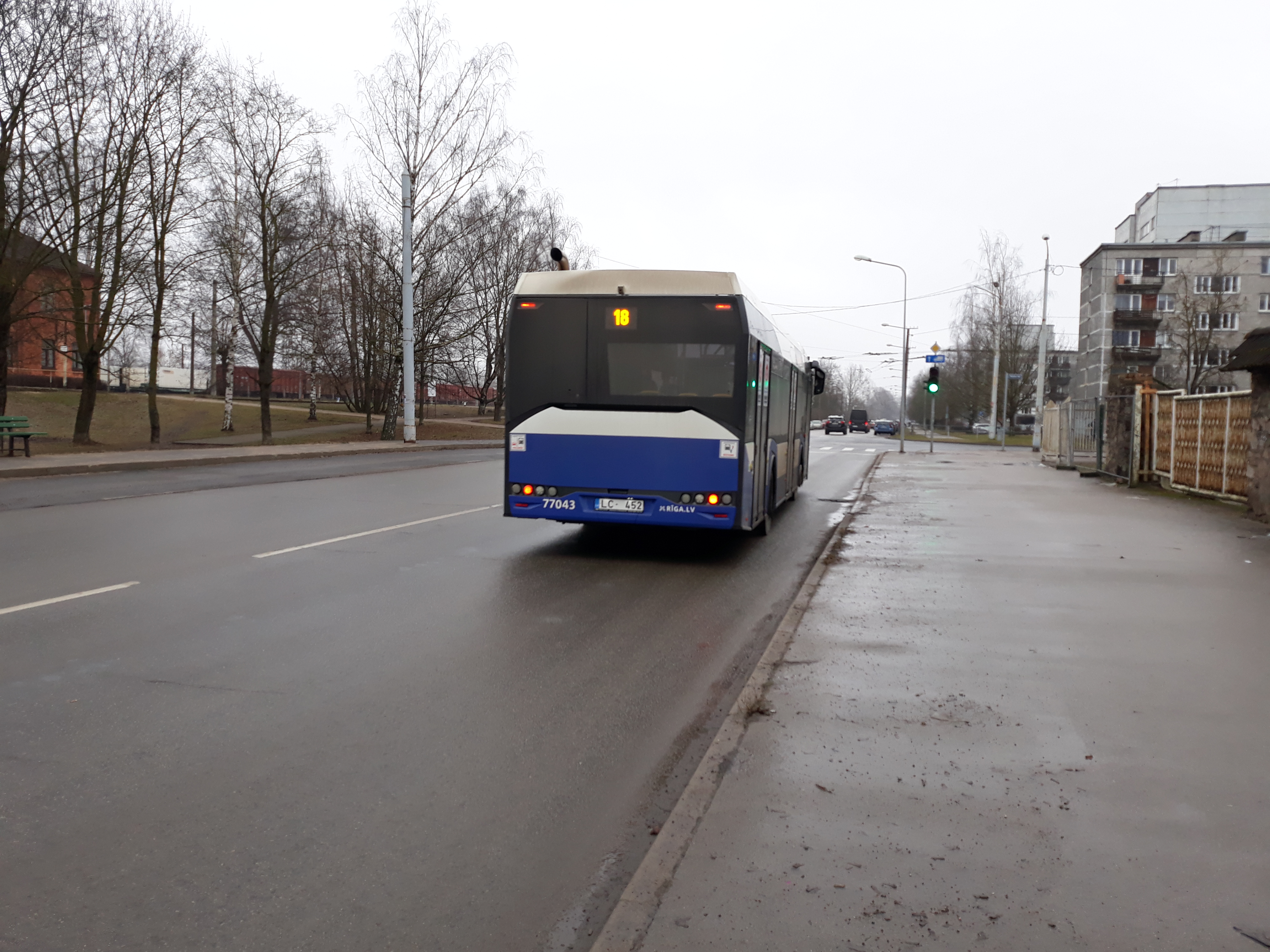
Автобус
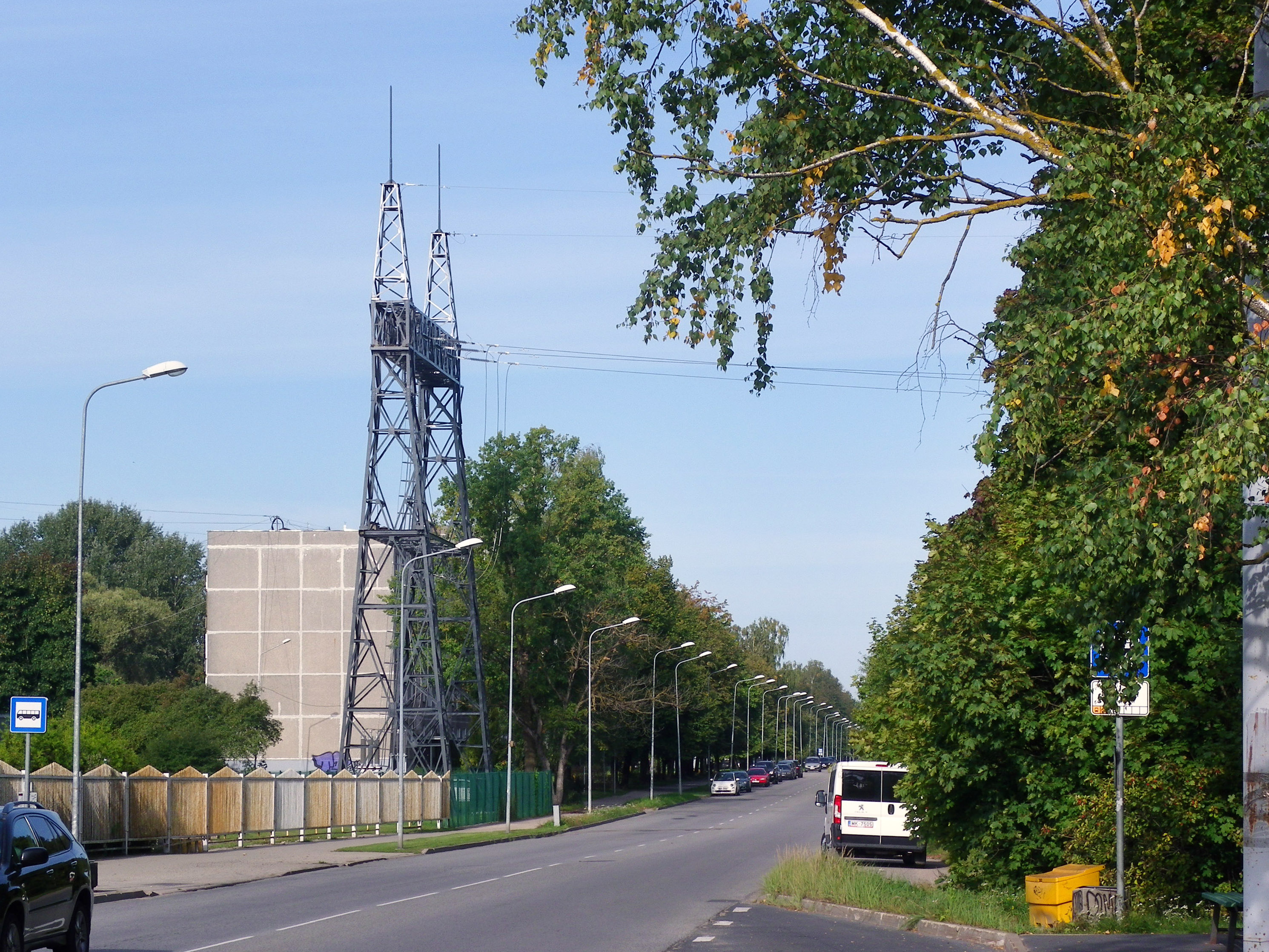
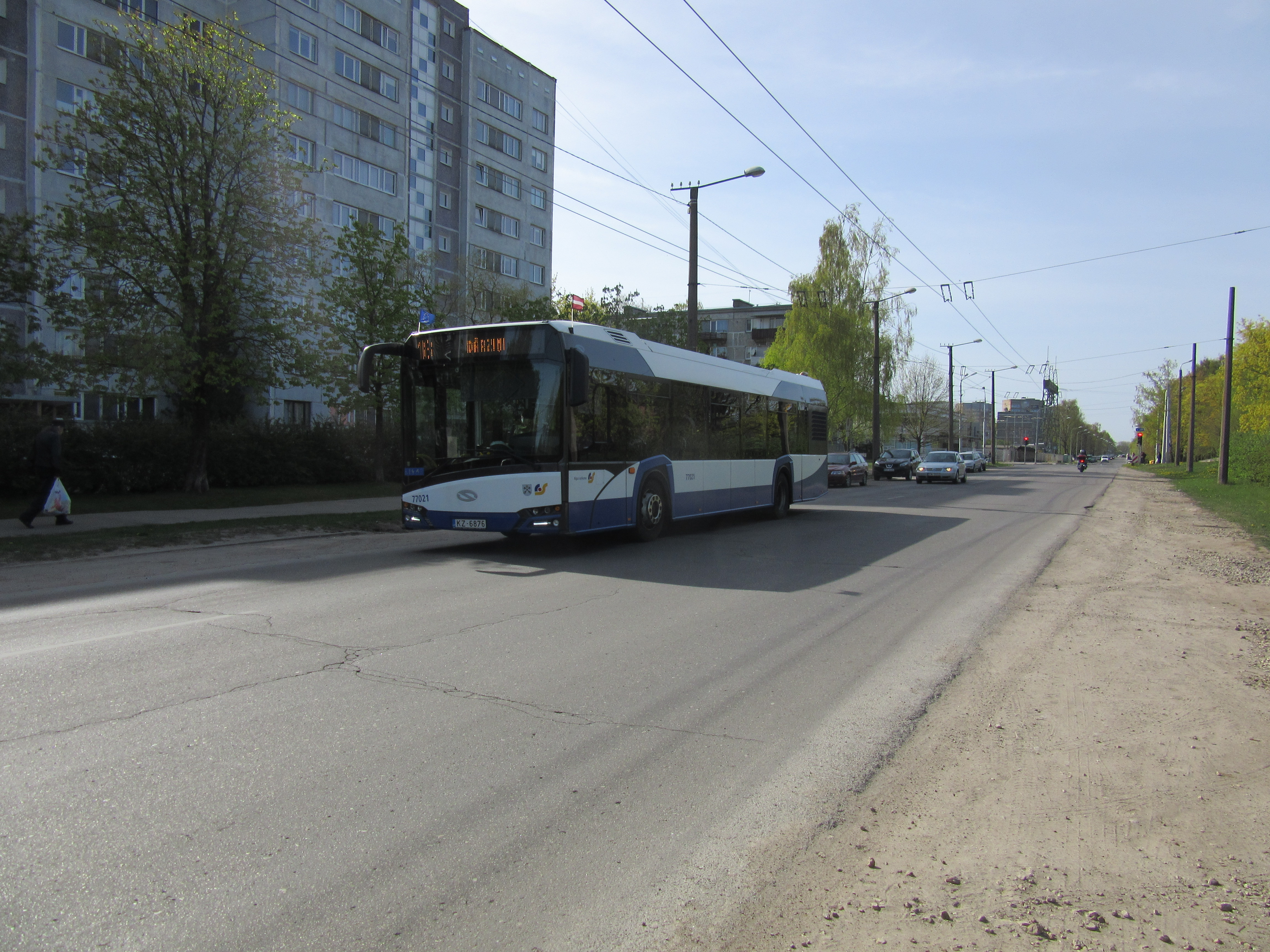

## Перекрёстки
Улица Локомотивес пересекается со следующими улицами:
- Улица Саласпилс
- улица Рушону
- улица Булту
- Улица Пелну
- улица Икшкилес
- улица Вишкю